# Yakusoku wa iranai
Yakusoku wa iranai (約束はいらない?, Yakusoku wa iranai, letteralmente "Non ho bisogno di promesse") è un brano musicale j-pop scritto da Yōko Kanno e interpretato dalla cantante giapponese Maaya Sakamoto. Il singolo fu scritto per essere la sigla di apertura dell'anime I cieli di Escaflowne.
Yakusoku wa iranai è presente sia nell'album Tenkuu No Escaflowne Original Soundtrack, contenente la colonna sonora dell'anime, che in Grapefruit, album di debutto di Maaya Sakamoto. Inoltre il brano rappresenta il debutto discografico della Sakamoto, che in seguito interpreterà anche Ring, tema portante del film ispirato alla serie televisiva Escaflowne, intitolato Escaflowne - The Movie.

## Tracce
CD Single
1. Yakusoku wa iranai (約束はいらない? "Non ho bisogno di promesse") - Maaya Sakamoto
2. Tomodachi (ともだち? "Amici") - Maaya Sakamoto
3. Yakusoku wa iranai (Original Karaoke) (約束はいらない (オリジナル・カラオケ)? "Non ho bisogno di promesse (Original Karaoke)")
4. Hitomi no tarotto uranai (ひとみのタロット占い?, "La lettura dei tarocchi di Hitomi")

## Classifiche
| Classifica (1996)                        | Posizione più alta |
| ---------------------------------------- | ------------------ |
| Giappone (Classifica settimanale Oricon) | 44                 |

## Personale[1]
- Tastiere: Yōko Kanno
- Chitarre: Furukawa Masayoshi
- Sintetizzatore: Urata Keishi & Sakamoto Syunsuke
- Cori: Gabriela Robin